# Hawthorne (California)
Hawthorne  è una città degli Stati Uniti d'America, nella contea di Los Angeles nello stato della California. Secondo il censimento del 2000 la popolazione è di 84.112 abitanti.
È nota in tutto il mondo come la città in cui è nato lo storico gruppo rock "The Beach Boys". È inoltre nota per aver dato i natali all'artista hip-hop Tyler, the Creator.